# Kabakaul Bay
Kabakaul Bay (in der deutschen Kolonialzeit Kabakaulbucht genannt) ist eine Bucht an der Nordküste der Gazelle-Halbinsel der Insel Neubritannien in der Provinz East New Britain.

## Geographie
Das Gebiet der Bucht ist vulkanischen Ursprungs und die Küstenlinie ist von gehobenen Korallenkalken geprägt. Die Ufer sind besiedelt; im Südwesten der Bucht liegt die namensgebende Siedlung Kabakaul. Die Umgebung ist von Plantagenwirtschaft geprägt. 

## Geschichte

### Kolonialzeit
Die Siedlung Kabakaul sowie eine Pflanzungs- und Handelsstation existierten in der Bucht bereits zur deutschen Kolonialzeit. Bis 1899 war Neubritannien Teil des Schutzgebiets der Neuguinea-Kompagnie, zwischen 1899 und 1914 entsprechend Teil der Kolonie Deutsch-Neuguinea. In der westlichen Nachbarbucht, durch das kleine Kap Lesson Point von der Kabakaul Bay getrennt, liegt die Stadt Kokopo, die zur deutschen Kolonialzeit bis 1910 die Hauptstadt der Kolonie war und den Namen Herbertshöhe trug.
Zu Beginn des Ersten Weltkriegs am 11. September 1914 landeten Truppen der Australian Naval and Military Expeditionary Force in der Bucht, um die im Hinterland gelegene Funktelegrafiestation bei Bita Paka einzunehmen. Dies war die erste amphibische Landungsoperation des Krieges. Melanesische Polizeitruppen und einige wenige deutsche Reservisten leisteten Widerstand und so kam es zum Gefecht bei Bita Paka, der ersten Kampfhandlung Australiens im Ersten Weltkrieg.

### Zweiter Weltkrieg
Während der Schlacht um Rabaul als Teil des Pazifikkrieges im Zweiten Weltkrieg wurde die Gegend um die Bucht im Januar und Februar 1942 von japanischen Streitkräften erobert.
Die Japaner legten im Hinterland der Bucht, bei der Rapopo Plantage nahe dem Lesson Point ein Flugfeld an, das Rapopo Airfield, auch Rabaul South Airfield oder Rabaul Airfield No. 3 genannt wurde. Das Flugfeld wurde ab Anfang 1943 von mittleren Bombern und Jagdflugzeugen genutzt und bis Juni 1944 mehrfach von alliierten Flugzeugen angegriffen.
Am 8. September 1945 kapitulierten die japanischen Streitkräfte auf Neubritannien offiziell. Danach wurden übriggebliebene japanische Panzer und Fahrzeuge auf dem Rapopo Airfield gesammelt und später zur Verschrottung oder in Museen abtransportiert.

## Heute
Das Gebiet um die Kabakaul Bay und der ehemalige Flugplatz wurden als Kokosnuss- und Kokosplantage neu bepflanzt. Heute ist die Gegend von diesen Pflanzungen und einigen Siedlungen geprägt und Teil des Kokopo-Vunamami Urban LLG. LLG steht für Local-level Government (Kommunalverwaltung).